# Sông Thượng Nung
Sông Thượng Nung là phụ lưu của Sông Cầu, chảy ở tỉnh Thái Nguyên, Việt Nam.
Sông Thượng Nung dài 45 km và diện tích lưu vực là 435 km².

## Dòng chảy
Sông có các tên gọi địa phương khác nhau. Đoạn đầu nguồn sông khởi nguồn 21°56′45″B 106°02′27″Đ / 21,945969°B 106,040831°Đ từ phần đông bắc xã Sảng Mộc, có tên là Huổi Tát (nhiều văn liệu viết nhầm là huổi Tác), chảy về hướng tây nam.
Từ xã Thượng Nung sông có tên là "Sông Thượng Nung", được coi là tên chính thức, được nêu trong các bản đồ và danh mục sông.
Sang xã Thần Xa sông đổi hướng tây. Sông chảy đến Làng Đạt xã Văn Lăng huyện Đồng Hỷ thì đổ vào sông Cầu. 21°47′29″B 105°51′08″Đ / 21,791313°B 105,852246°Đ

## Thắng cảnh
Thác Nậm Rứt hay thác Mưa Rơi là thác nước bên dòng sông Thượng Nung ở vùng đất bản Nậm Rứt xã Thần Xa huyện Võ Nhai. Nước từ vùng khối đá vôi ở đông bắc xã Thượng Nung theo suối nhỏ dẫn tới, đổ xuống sông thành tấm màn như mưa rơi. 21°47′20″B 105°54′56″Đ / 21,788911°B 105,915441°Đ 

## Sự kiện liên quan
- Tại một số vị trí bãi sông Thượng Nung có các sa khoáng vàng. Những năm 2010 - 2012 xã Thượng Nung từng là điểm nóng về khai thác vàng lậu, làm ảnh hưởng nghiêm trọng đến môi trường sinh thái, làm sạt lở soi bãi, đe dọa đến diện tích đất canh tác của nhân dân. Chỉ đến khi sa khoáng cạn kiệt mới dừng lại.[7]
- Ngày 1/6/2013 nhân ngày Quốc tế Thiếu nhi, đoàn thanh niên từ các trường đại học lớn tại Hà Nội đã đến vùng này làm công tác tình nguyện tại xã Thần Xa. Khoảng 16 h chiều trên đường về đoàn đã dừng chân ở thôn Kim Sơn, các thành viên đoàn đã chụp ảnh lưu niệm bên Thác Nậm Rứt và sông Thượng Nung. Tuy nhiên có sáu người trong đoàn đã bị sa chân xuống vực sâu và bị nước cuốn trôi. Người dân địa phương đã cứu được hai người, còn 4 tử vong.[8]